# 奧克拉荷馬縣
俄克拉荷馬縣（英語：Oklahoma County）是美国奧克拉荷馬州中部的一個縣，面積1,860平方公里。根據2020年美國人口普查，共有人口79萬6,292人。縣治奧克拉荷馬市也是州的首府。該縣成立於1890年，縣名來自喬克托人，意思是「紅色的人」。